# Николас (ураган, 2021)
Урага́н Ни́колас (англ. Hurricane Nicholas) — медленный и неустойчивый ураган 1 категории, который приблизился к берегу американского штата Техас в середине сентября 2021 года, четырнадцатый шторм с именем Николас и шестой ураган в Атлантическом сезоне ураганов 2021.

## Метеорологическая история

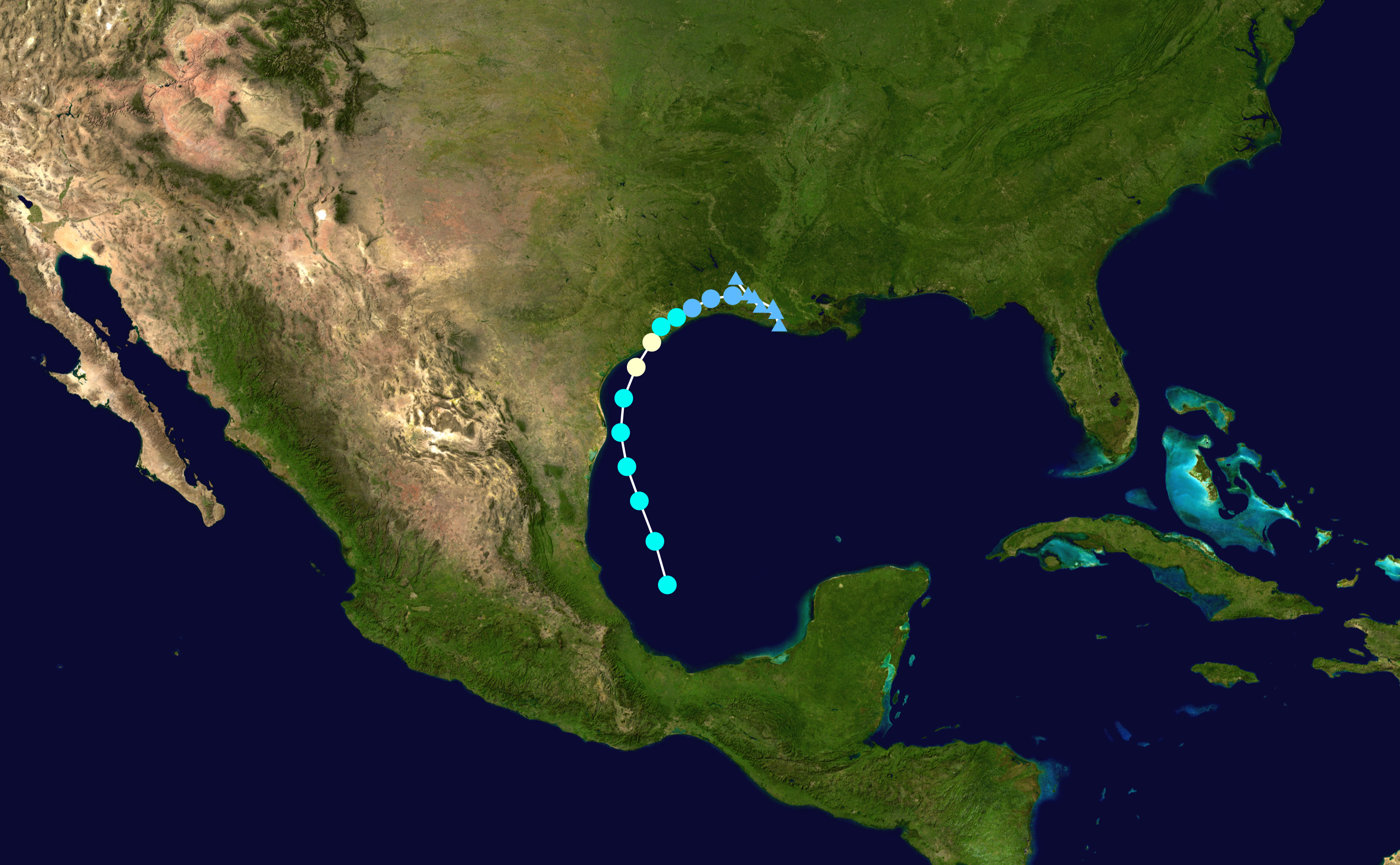
Схема движения урагана «Николас»

Около 00:00 UTC 9 сентября Национальный ураганный центр начал мониторинг северной части тропической волны над западной частью Карибского моря на предмет возможного развития по мере ее продвижения через северную часть Центральной Америки и полуостров Юкатан к заливу Кампече.
К 13 сентября шторм приблизился к штату Техас.
В 10:00 по центральному времени было объявлено предупреждение о тропическом шторме Николас.
Hurricane Hunters зафиксировали ветер со скоростью, достигающей 65 км/ч.
В 21:00 шторм был повышен до урагана 1 категории.
При передвижении по США ураган ослаб до уровня тропического шторма и переместился в район залива Галвестон.
15 сентября ливневые осадки выпали в Новом Орлеане, поступили предупреждения о возможных наводнениях.
| Штат      | Осадки | Скорость ветра | Примечания |
| --------- | ------ | -------------- | ---------- |
| Техас     | 355 мм | 154 км/ч       | [ 7 ]      |
| Алабама   | 95 мм  | —              |            |
| Флорида   | 117 мм | —              |            |
| Луизиана  | 269 мм | 79 км/ч        |            |
| Миссисипи | 160 мм | 79 км/ч        |            |
| Источник: |        |                |            |

## Подготовка
Предупреждения об образовании урагана Николас получили жители побережья штата Техас 14 сентября в 21:00.
В связи с ураганом президент США Джо Байден объявил режим ЧС в Луизиане.
Губернатор штата Луизиана Джон Бел Эдвардс запросил федеральную декларацию о бедствиях, которая была одобрена Джо Байденом.

## Последствия

Движение урагана «Николас» со спутника

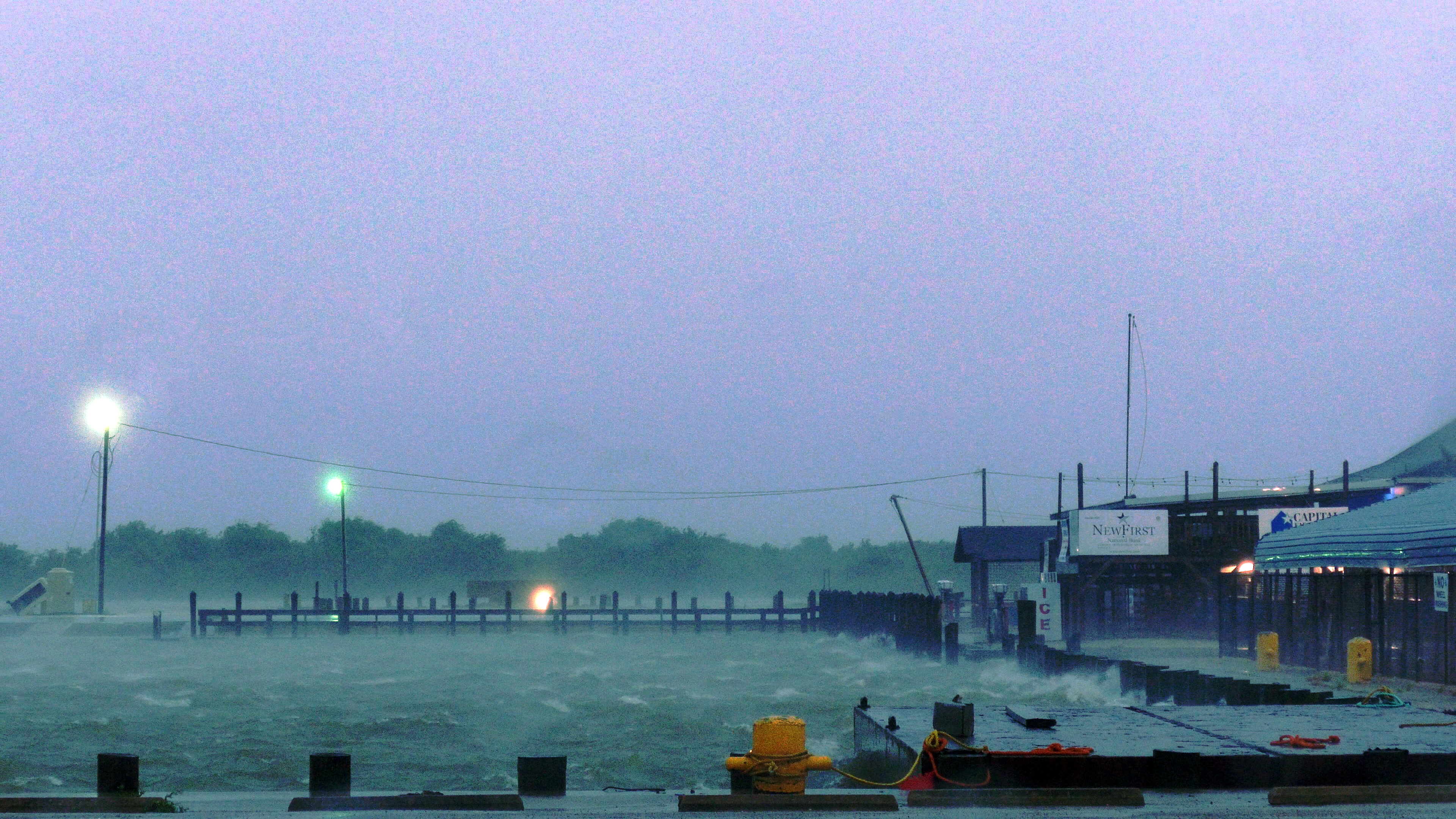
Порт во время урагана

Ураган оставил от 171 000 до 503 000 человек без электричества в Техасе. Около 33% жителей округа Галвестон потеряли доступ к электроэнергии. В штате Луизиана количество потерявших доступ к электроэнергии составляет 102 000 человек, при этом 87 000 человек остались без электричества после урагана Ида.
Часть исторического района Стрэнд в Галвестоне была затоплена.
Занятия в школах в Южном Техасе были приостановлены.
В Порт-О’Конноре сообщалось о волнах высотой до 1,2 метра.
В Матагорде ветер снёс крышу автозаправочной станции.
По меньшей мере 330 рейсов следовавших в/из аэропортов имени Уильяма П. Хобби и имени Джорджа Буша были отменены.
Приближение «Николаса» к Мексиканскому заливу привело к повышению цен на нефть. Это связано с эвакуацией сотрудников с нефтяных платформ компанией Royal Dutch Shell. Образовался дефицит в 30 миллионов барелей.
Из-за наводнения и обломков был закрыт ряд крупных автодорог, включая автомагистраль I-10 и шоссе Хайуэй 225.
Ущерб от «Николаса» составляет около 700 миллионов долларов.
Для устранения последствий Национальная гвардия Луизианы выделила 80 высокодоходных спасательных средств, 23 лодки и 15 самолётов в Южной Луизиане.